# Accua
Accua era una petita ciutat de l'antiga Apúlia, esmentada només per Titus Livi Diu que va ser un dels llocs que estaven en mans dels cartaginesos i va recuperar Quint Fabi Màxim Berrugós el cinquè any de la Segona Guerra Púnica, el 214 aC. Del text sembla que es pot deduir que la ciutat es trobava en algun lloc proper a Lucera, però se'n desconeix la situació exacta.
Vibi Accueu era originari d'Accua, i era un militar romà del segle iii aC que va ser comandant d'una cohort formada per aliats pelignes dins l'exèrcit romà l'any 212 aC. Va destacar per la seva valentia a la Segona Guerra Púnica.